# Xi Shi
Xi Shi (西施, Pinyin: Xī Shī) (VIe et Ve siècles av. J.-C.), née en 506 av. J.-C. , est une figure légendaire, une des quatre beautés de la Chine antique. Elle vécut à la fin de la Période des Printemps et des Automnes, à une époque nommée Période des Royaumes combattants car beaucoup de royaumes s'y faisaient la guerre. Originaire de Zhuji dans l'État de Yue (aujourd'hui Zhejiang ), elle est connue pour avoir charmée un ennemi de son empereur pour lui faire perdre son empire. N'ayant jamais eu de véritable biographie à son sujet, de nombreuses versions de sa légende existent. Cette figure féminine chinoise, considérée par certains comme une femme fatale typique, a inspiré de nombreux artistes à travers les époques.

## Biographie

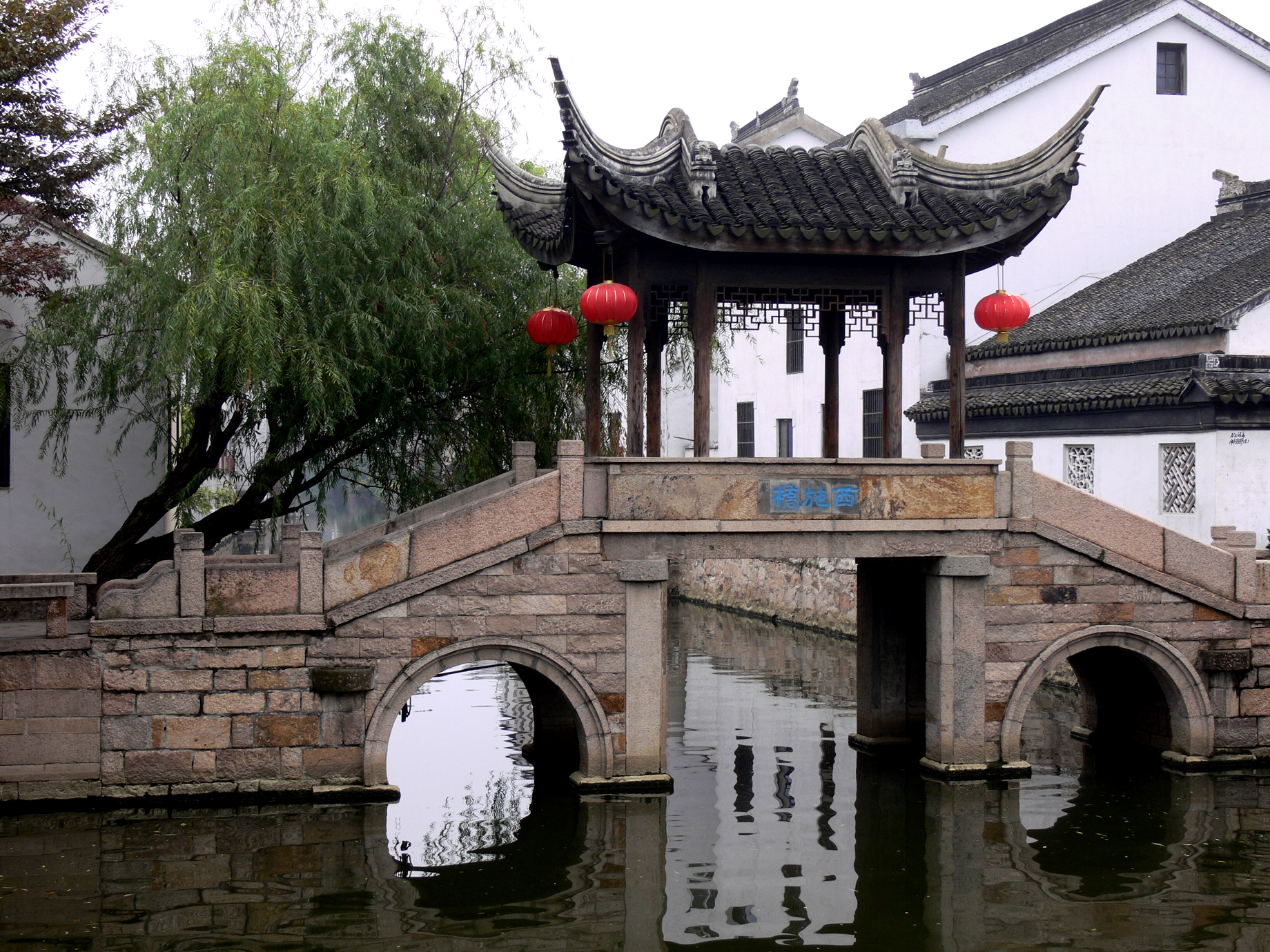
Pont Xishi dans la vieille ville Mudu, Suzhou

Xishi est née en 506 av. J.-C., au pied de la montagne Luoshan à Zhuji, dans l'État de Yue. À cette époque, il y avait deux villages. Xi Shi lavait souvent du fil au bord de la rivière avec ses amies. À cette époque, le roi Gou Jian du royaume Yue est vaincu à la bataille de Fujiao par le roi Fu Chai du royaume voisin de Wu et devient sujet de l'État de Wu pour garder la vie sauve. Afin de le venger de Fu Chai, Wen Zhong et Fan Li suggèrent à Gou Jian de proposer aux belles femmes Zheng Dan, Xi Shi et d'autres de confondre Fu Chai.
Ces femmes disaient elles-mêmes qu'elles venaient d'un endroit arriéré et pauvre et avaient peur d'être considérées comme simples et rustiques. Gou Jian ordonne donc qu'on leur apprenne l'art du chant, de la danse et de la séduction. Elles sont emmenées à Meiren Gong pour être formées,. Après trois ans de formation, Fan Li présente Xishi au roi de Wu. Lorsque le Fan le voit, il s'agenouille et lui dit : « Gou Jian, le voleur de la mer de l'Est, remercie le roi pour sa pitié. Il a parcouru tout le territoire afin de retrouver celles qui savent chanter et danser, afin qu'il puisse se distraire en poursuivant sa vaste campagne. Mais Wu Zixu a déclaré : « Le ministre a entendu : la dynastie Xia est morte avec une Moxi, la dynasie Yin est morte avec Daji, la dynastie Zhou est morte avec Bao Si. Les mariages et les belles femmes sont des choses qui asservissent le pays et un bon roi ne peut pas les accepter. »
Fu Chai n'écoute pas ses conseils, emmène immédiatement Xi Shi et construit le palais de la nuit du printemps sur la terrasse Gusu, le palais Guanwa sur la montagne Lingyan et une grande piscine pour que Xi Shi puisse s'amuser. Fu Chai était obsédé par la beauté de Xi Shi et abandonna petit à petit le gouvernement. En plus d'être belle et intelligente, Xi Shi avait l'esprit vif et la main adroite. Sous son influence, il fit même exécuter le général Wu Zixu, son meilleur conseiller. Une fois Fuchai totalement sous l'emprise de la beauté et du talent de Xi Shi, le royaume de Wu lui-même devint la proie des avancées martiales de Yue et fut finalement vaincu en 473 av. J.-C. malgré l'utilisation par les troupes de Wu de trois mille épées fabriquées plus tôt par Ganjiang.

## Controverses
L'existence de Xi Shi est actuellement remise en question par certains chercheurs. Il existe plusieurs versions de la fin de Xi Shi :
- Xi Shi tombe amoureuse de Fan Li[2]. Après la chute de Wu, Fan Li ne veut pas de la récompense du roi de Yue et emmène Xi Shi dans l'oubli. Les deux donnent naissance à un fils sur le chemin puis s'échappent du monde pour vivre tranquillement aux alentours du lac Taihu[5] ou du lac de l'Ouest[6]. Peut-être parce que les générations suivantes n'ont pas pu supporter la fin tragique de cette beauté sans égal, des histoires sur l'heureux mariage de Xi Shi et Fan Li retournant aux Cinq Lacs ont été diffusées pour exprimer leur sympathie à leur égard. Cette version est mentionnée par les poètes Liu Yong et Qu Dajung.
- Après la destruction de Wu, les habitants de Wu pensent que Xi Shi est un monstre qui a ruiné leur pays et leur famille ; ils la mettent donc dans un sac en cuir et la coulent au fond de la rivière[7],[8] . Plus tard, des palourdes ont été trouvées dans la rivière, et on il était raconté qu'elles étaient la langue de Xishi, c'est pourquoi les palourdes sont également appelées « langue de Xishi ».
- Xishi se suicide en se noyant dans le fleuve Yangtsé[9].
- Fan Li la noie pour des raisons opportunistes[10].
- La femme de Gou Jian, jalouse que ce dernier ai fait de Xi Shi sa concubine, ordonna en cachette qu'on la mette dans un sac de cuir et qu'on la jette dans la rivière[11].
- Xi Shi meurt au milieu du chaos.
- L'intrigue présentée dans certains scénarios et drames est qu'après que Xi Shi a aidé l'État de Yue à détruire l'État de Wu, elle se sent d'une part soulagée car elle accompli sa mission. D'un autre côté, il se sent également coupable et désolée pour Fuchai. Dans une psychologie extrêmement contradictoire, elle n'a pas pu s'en débarrasser de cette culpabilité et s'est finalement pendue au palais de Guanwa.

## Héritage
Jusqu'à présent, dans la ville de Zhuji, celle de Shaoxing, dans la province du Zhejiang, il existe encore des reliques telles que la salle de Xi Shi et la porte de l'ancienne capitale de l'État de Yue.
On retrouve le temple Xi Shi, au pied de la colline Zhu Luo (苎萝) dans la partie sud de Xiaoshan, sur les rives de la rivière Huansha.
Il est dit que le lac de l'Ouest à Hangzhou est l'incarnation de Xi Shi, c'est pourquoi il est également appelé lac Xizi, Xizi étant un autre nom pour Xi Shi, signifiant Dame Xi. Dans son célèbre ouvrage de poésie Song (zh), Boire au lac de l'Ouest à travers le soleil et la pluie (飲湖上初睛居雨), le célèbre érudit Su Shi a comparé la beauté de Xi Shi à celle du lac de l'Ouest.
Son nom a également inspiré le nom moderne du Shih Tzu, dont le nom chinois se traduit par « chien Xi Shi », mais dont le nom anglais proviendrait du mot « lion ». Le surnom de « chien lion » en chinois est en réalité réservé aux Pékinois.

### Expressions et proverbes chinois associés

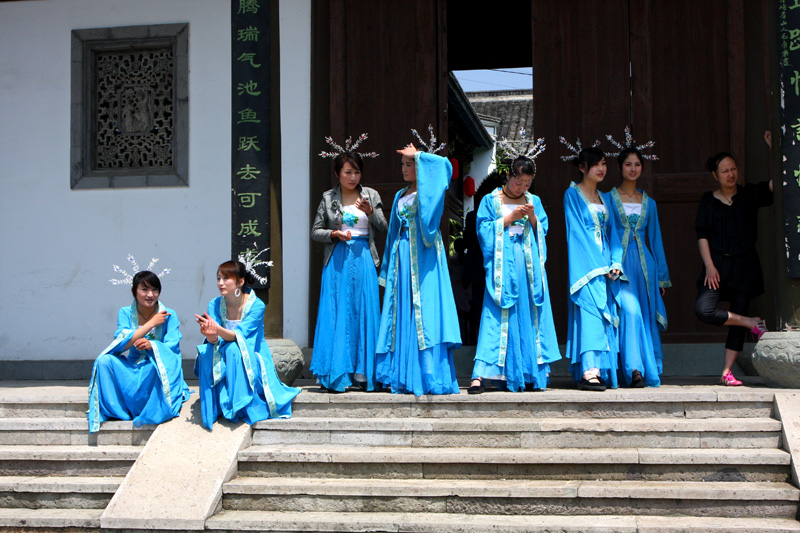
Zone touristique de la ville natale de Xishi

#### Poisson qui coule et oie sauvage沉魚落雁
On disait que la beauté de Xi Shi était si extrême qu'en se penchant sur un balcon pour regarder les poissons dans l'étang, les poissons étaient si éblouis qu'ils oubliaient de nager et coulaient sous la surface. Cette description sert de signification aux deux premiers caractères de l'idiome chinois 沉魚落雁, 閉月羞花 (pinyin : chényú luòyàn, bìyuè xiūhuā), faisant référence aux quatre beautés, qui sont utilisées pour complimenter la beauté d'une femme, ce qui signifie qu'elle est ainsi belle, elle coule les poissons et incite les oiseaux à tomber, éclipse la lune et fait honte aux fleurs, (litt. « le poisson plonge, l'oie tombe ; la lune se cache, la honte des fleurs »). Quatre anciennes beautés, Xi Shi, Wang Zhaojun, Diao Chan et Yang Yuhuan (classées par ordre chronologique) correspondent respectivement à :
- Naufrage de poissons (lavage du fil au bord de la rivière Xishi, les poissons dans l'eau oublient de nager) ;

- Chutes d'oies (les oies dans le ciel ont oublié de battre des ailes lorsque Zhaojun est sorti de la forteresse) ;
- Lune qui se cache (le jardin Diao Chan vénère la lune, les nuages couvrent la lune brillante) ;
- Fleurs honteuses (le jardin de Yang Yuhuan apprécie les fleurs, touche les fleurs épanouies et les feuilles vertes sont fermées --- on dit que c'est du mimosa)

Un dicton populaire dit que le soi-disant « Poisson qui coule et oies qui tombent, fermant la lune pour faire honte aux fleurs », le poisson qui coule fait référence à Xi Shi. La légende raconte qu'elle lavait du fil au bord de la rivière Puyang dans l'ancien royaume de Yue, et que les poissons dans l'eau coulaient au fond de la rivière avec étonnement lorsqu'ils virent sa beauté.
En fait, « Poissons qui coulent et oies qui tombent » est un idiome que l'on croit généralement provenir de « Zhuangzi » : 
« 鱼见之深入，鸟见之高飞，糜鹿见之决骤，四者孰知天下之正色哉。 »
— Tchouang-tseu

« Les poissons voient profondément, les oiseaux volent haut, et l'orignal voit de manière décisive, lequel des quatre connaît la justice du monde. »
Le sens original est qu'il existe des différences dans la compréhension de la « beauté » entre les animaux et les humains, et le sens étendu est qu'il n'y a pas de cognition de valeur absolue, mais ce n'est qu'une vision subjective des êtres humains.

#### Imitation de Dongshi東施效顰
Appelée également l'imitation de l'innovateur et l'imitation de la fille laide.
Xi Shi souffre d'une maladie cardiaque et fronce les sourcils en tenant son cœur. « Xi Shi tenant son cœur » est considéré comme une beauté sans égal. Tongli Dongshi trouve ça que c'est très beau, alors elle imite Xishi, tient son cœur et fronçant les sourcils, mais le résultat est totalement différent et de nombreuses personnes fuient ou restent à huis clos. La référence à « Zhuangzi ·Tianyun » est une métaphore pour dénoncer les générations futures qui ne mesurent pas leurs propres conditions, mais imitent les autres aveuglément et sans discernement, ce qui aboutit à des résultats contre-productifs.

#### Ximei Nanlian西眉南臉
De la dynastie Tang, Li Xianyong « Wushan Gao » :  Xishi et Nanwei étaient toutes deux des beautés de la période du printemps et de l'automne, elles étaient donc également appelées ensemble « Weishi », et plus tard « Ximei Nanlian » a été utilisée comme métaphore de la beauté d'une femme.

#### La beauté est dans les yeux du spectateur情人眼裡出西施
Littéralement :  « aux yeux d'un amoureux, Xi Shi apparaît ». Les mots viennent des "Ji Hangzhou Saying Poems" de Huang Zeng, ce qui signifie que la beauté elle-même ne confond pas les gens, mais que le cœur de la personne qui l'apprécie est confus, tout comme un partenaire aux yeux d'un spectateur, qui ne fait que regarder les atouts et ignorer les défauts.

## Apparitions dans la culture chinoise

### Dans la littérature
« 艷色天下重，西施寧久微？
朝為越溪女，暮作吳宮妃。
賤日豈殊眾？貴來方悟稀。
邀人尃脂粉，不自著羅衣。
君寵益嬌態，君憐無是非。
當時浣紗伴，莫得同車歸。
 
持謝鄰家子，效顰安可希？ »
— Wang Wei

« La beauté est hautement appréciée par tous sous le Ciel, mais Xi Shi pourrait-elle préférer l'insignifiance plus longtemps ?
Le matin, une fille qui lave à la rivière à Yue et le soir, une concubine du palais de Wu.
Dans ses jours modestes, en quoi était-elle différente de la foule ? Aujourd’hui noble, devenue célèbre pour sa rareté.
Ordonner aux gens de l'aider à se maquiller, et ne pas s'habiller soi-même
La faveur du roi ajoute à son attitude choyée ; dans l’affection du roi, il n’y a ni bien ni mal.
À cette époque, de ses amis laveurs de soie, aucun ne pouvait voyager dans la même voiture qu'elle.
 
Gardez ceci comme un message aux enfants des familles voisines : en imitant son air renfrogné, que pouvez-vous espérer ? »
« 宰嚭亡吳國，西施陷惡名。
 
浣紗春水急，似有不平聲。 »
— Cui Daorong
        
« Zai Pi est mort dans l'État de Wu et Xi Shi est devenu célèbre. 
 
L'eau de source de Huansha est pressée et il semble y avoir une certaine discorde. »
« 一代倾城逐浪花，吴宫空自忆儿家。
                       
效颦莫笑东村女，头白溪边尚浣纱。 »
— Cao Xueqin

« En une génération, elle a renversé une ville et s'est lancée dans l'extravagance ; lorsque le palais de Wu fut vide, elle repensa à sa maison.
                           
Ne vous moquez pas de la fille du village de l'est qui a imité ses manières ; les cheveux blancs, au bord du ruisseau de montagne, elle lave encore la soie. »

### Dans les arts visuels

#### Film
| Année de sortie | Œuvre             | Actrice qui a joué Xi Shi |
| --------------- | ----------------- | ------------------------- |
| 1936            | Xi Shi            | Xie Ping                  |
| 1940            | Xi Shi            | Yuan Meiyun               |
| 1949            | Xi Shi            | Bai Yan                   |
| 1956            | Imprudemment      | Li Lihua                  |
| 1960            | Xi Shi            | Bai Xuexian               |
| 1965            | Xi Shi            | Bai Yin                   |
| 1966            | Xi Shi (partie 1) | Jiang Qing                |
| 1966            | Xi Shi (partie 2) | Jiang Qing                |

#### Série télévisée
| Date de sortie | Œuvre                         | Actrice qui a joué Xi Shi |
| -------------- | ----------------------------- | ------------------------- |
| 1983           | Xi Shi                        | Dong Zhizhi               |
| 1986           | Xi Shi                        | Li Yanshan                |
| 1987           | Xi Shi                        | Feng Baobao               |
| 1996           | Xi Shi                        | Jiang Qinqin              |
| 1997           | Gu Wu Chunqiu                 | Cao Ying                  |
| 1998           | La beauté des États en guerre | Zhang Min                 |
| 2005           | Goujian, roi de Yue           | Zhou Yang                 |
| 2006           | lutter pour la suprématie     | Guo Xianni                |
| 2007           | imprudemment                  | Un Yixuan                 |
| 2012           | L'histoire secrète du Xi Shi  | Wu Jingjing               |
| 2013           | héros                         | Ying Er                   |

#### Spectacle
| Date de sortie | Œuvre                                | Actrice qui a joué Xi Shi       |
| -------------- | ------------------------------------ | ------------------------------- |
| 1996           | Xi Shi (opéra Yue)                   | Zhou Liuping                    |
| 2005           | Fan Li offre un cadeau (opéra Gezaï) | Zhuang Jinmei                   |
| 2009           | Xi Shi (opéra)                       | Zhang Liping (Premier ministre) |
| 2015           | Beautés chez les amoureux            | Zhuo Wenxuan                    |